# Costell (Middelburg)
El costell de Middelburg es troba a l'antiga ciutat de Middelburg (avui fusionat amb Maldegem) eregit el 1775. El 2004 el costell va ser llistat com a monument.
Durant l'antic règim es trobava a la plaça davant de la Casa de la Vila. Després de la reforma de la Plaça del Mercat (avui anomenat Pieter Bladelinplein) se la va erigir al lloc actual. Segons un epigram va ser erigit, probablement per reemplaçar un pal de fusta anterior, el 1775 quan Elisabet Vilain de Gant, comtessa de Middelburg (1764-1794) va fer construir una nova carretera. En morir sense descendència el 1794, el feu passa a la nissaga dels Arenberg. Com a conseqüència de reforma de la justícia penal després de la revolució francesa, els Arenberg d'Alcantara es van adaptar al zeitgeist i la van fer demuntar el 1825.
Les pedres es van redescobrir el 1888 quan es va construir la nova escola de noies. Es va profitar els esglaons per fer la porta de l'edifici. La resta servia d'ornament al jardí, el lleó heràldic que coronava el pal es va perdre. El 1974 es va reconstruir el costell a la Plaça del Mercat i el 1983-84 se'l va posar a la nova plaça que es va crear a l'antic pati de l'escola de nois. El 1985 va ser coronat amb un nou lleó esculptat per Steyaert d'Adegem.
El pal fa uns 3,80 metres d'alçada, fet de calcari blau. Al cim és decorat als quatre costats amb l'escut dels Vilain, a la faç frontal es troba a més la data de 1775. El lleó heràldic modern porta l'escut de la ciutat de Middelburg. A ambdós costats es troben anells, als quals es posaven les cadenes per lligar els condemnats.